# Мечислав (Михаїл) Потоцький
Мечислав Францішек Юзеф Потоцький, пол. Mieczysław Franciszek Józef Potocki (12 листопада? 1799 / 1800, Тульчин — 26 листопада 1878, Парі) — польський шляхтич гербу Пилява, польський еміграційний політичний діяч, польський патріот.

## Коротка біографія
Другий син Станіслава Щенсного Потоцького та його третьої дружини Зофії. Правдоподібно, отримав тільки домашню освіту. Скандали почались наприкінці життя його матері, звинувачував її в безгосподарності, діях на шкоду спадкоємцям. Забрав її маєток, усунув з палацу в Тульчині (правдоподібно, влітку 1820). На прохання матері цар хотів заслати його до Тобольська, але він її перепросив. В заповіті вона його не згадала — але маєток в Тульчині він не віддав.
Були чутки, що він 1826 року організував пожежу в судовому архіві Брацлава, щоб усунути компромат на себе. Ніби мав отруїти слідчих, доручити вбити свого повіреного, коли той залишав край. Слідство було довгим, підкупом позбувся проблем.
Близько 1828 року викрав деяку Меллер-Закамєльску (полковникову, чи генералову). Микола І наказав арештувати, засудити у Воронежі. Звідти через рік вернувся. Потім в Санкт-Петербурзі отримав паспорт для виїзду за кордон. Певне, тоді почав вивозити капітал. В Тульчині жив скупо, визискував підданих. Став юнкером царським, втік зі служби.
Друга дружина 1845 року втекла до Києва під опіку генерал-губернатора Д. Бібікова через скупість та брутальність М. Потоцького. Через це втрапив до цитаделі Києва, звідки звільнився підкупом. Висланий до Саратова, тут пробув у 1845—1851 роках. Намагаючись виїхати, перейшов на православ'я з сином Миколаєм, взяв ім'я Михаїл. Не отримав звільнення, кілька разів невдало пробував втекти. Перевели до Воронежа, потім Вятки, як невиправного втікача — в Шліссельбургу. Звільнений по смерті Ніколая І, отримав паспорт на виїзд до Франції. До Парижу вивіз частину образів, меблі, порцеляну, скло, колекції зброї, значну частину книг. Під час заслання маєтком керувала комісія — він був зруйнований. Архів Потоцьких був проданий як макулатура купцям з Одеси, його частково викупив Роман Даміан Санґушко. В Франції збільшив маєток до 80 млн франків.
Особистим його ворогом був державець Вінцентій Белжецький.
Помер 26 листопада 1878 року в Парижі. Похований на цвинтарі Монтрезор, де похована його дружина Емілія.

## Сім'я

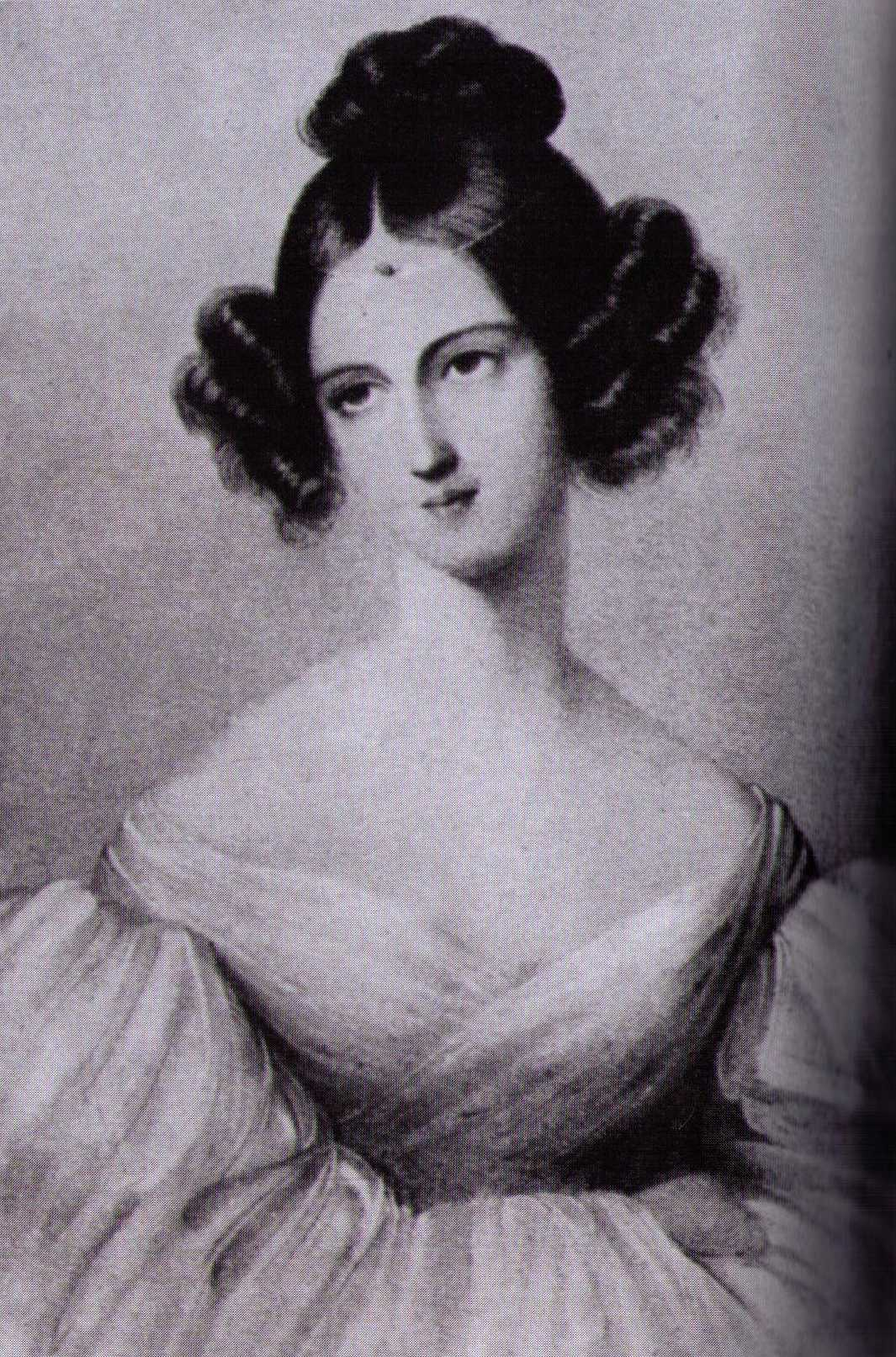
Дельфіна Потоцька

Перша дружина — Дельфіна з Комарів (шлюб 25 жовтня 1825), 5-ро їх дітей померли немовлятами. 1841 року розпочав, 1843 отримав розлучення. 
Друга др. Емілія зі Сьвейковських (1821—1894), шлюб в лютому 1844. Син — Міколай Щенсний (1845—1921). 
Також мав дітей поза шлюбами.